# Nóż dłutowniczy
Nóż dłutowniczy - narzędzie skrawające wykonujące ruch posuwisto-zwrotny, używane w dłutownicach do strugania pionowego. Głównym zastosowaniem jest wykonywanie obróbki kształtowej wewnątrz otworów (rowki, uzębienie itp.) oraz w przypadku braku swobodnego wybiegu narzędzia. 
Część robocza noża dłutowniczego jest nieco inaczej ukształtowana niż w nożu strugarskim ze względu na inny sposób pracy. Różnią się bowiem wartością kąta natarcia ścinu, przyłożenia oraz pochylenia głównej krawędzi skrawającej. 
W zależności od przystosowania do odpowiedniej metody obróbki rozróżnia się noże dłutownicze:
- punktowe,
- kształtowe,
- obwiedniowe np. do kół zębatych noże Fellowsa i Maaga.